# Botswana International 2017
Die Botswana International 2017 im Badminton fanden vom 23. bis zum 26. November 2017 im Lobatse Stadium in Lobatse statt.

## Sieger und Platzierte
| Disziplin    | Gold                                | Silber                                 | Bronze                                   |
| ------------ | ----------------------------------- | -------------------------------------- | ---------------------------------------- |
| Herreneinzel | Luis Ramón Garrido                  | Rosario Maddaloni                      | Matej Hliničan                           |
| Herreneinzel | Luis Ramón Garrido                  | Rosario Maddaloni                      | Georges Paul                             |
| Dameneinzel  | Johanita Scholtz                    | Aisha Nakiyemba                        | Demi Botha                               |
| Dameneinzel  | Johanita Scholtz                    | Aisha Nakiyemba                        | Ogar Siamupangila                        |
| Herrendoppel | Adarsh Kumar Jagadish Yadav         | Aatish Lubah Georges Paul              | Lukas Osele Kevin Strobl                 |
| Herrendoppel | Adarsh Kumar Jagadish Yadav         | Aatish Lubah Georges Paul              | Ruan Snyman Bongani von Bodenstein       |
| Damendoppel  | Michelle Butler-Emmett Jennifer Fry | Silvia Garino Lisa Iversen             | Aurelie Marie Elisa Allet Kobita Dookhee |
| Damendoppel  | Michelle Butler-Emmett Jennifer Fry | Silvia Garino Lisa Iversen             | Demi Botha Lee-Ann De Wet                |
| Mixed        | Andries Malan Jennifer Fry          | Georges Paul Aurelie Marie Elisa Allet | Cameron Coetzer Demi Botha               |
| Mixed        | Andries Malan Jennifer Fry          | Georges Paul Aurelie Marie Elisa Allet | Kevin Strobl Silvia Garino               |